# 拉市镇
拉市镇，是中华人民共和国云南省丽江市玉龙纳西族自治县下辖的一个乡镇级行政单位。
2012年8月30日，云南省人民政府批复同意撤销拉市乡，设立拉市镇。

## 行政区划
拉市镇下辖以下地区：
海东村、南尧村、均良村、美泉村、海南村和吉余村。

## 中国传统村落
2013年8月，南尧村委会南尧自然村、海南村委会丰乐村被评为第二批中国传统村落。